# Osos (película)
Bears (Osos en Hispanoamérica y España) es un documental del 2014 sobre una familia de osos grizzly que vive en la cordillera costera de Alaska. Dirigido por Alastair Fothergill y Keith Scholey y narrado por John C. Reilly, Bears fue estrenado en cines por Disneynature el 18 de abril de 2014.

## Argumento
Una madre oso pardo de Alaska llamada Sky da a luz a dos cachorros llamados Scout y Amber en su guarida en la ladera de una montaña. Cuando llegue abril, los osos estarán listos para salir de la guarida. A medida que los osos se van, el próximo verano trae consigo una amenaza de avalanchas . Los osos pueden evitar el desastre. Al llegar al exuberante valle de abajo, los cachorros se encuentran con los otros osos, algunos de los cuales representan una amenaza para los cachorros; entre estos osos se encuentran Magnus, un macho grande y saludable, y Chinook, un macho mayor. La familia trabaja junta para sobrevivir a la primavera, y Sky mantiene a los cachorros a salvo de Tikaani, un molesto lobo solitario.. Los cachorros aprenden a defenderse en los encuentros con Tikaani. Además, la familia debe mantenerse alejada de las frecuentes peleas de dominio entre Magnus y Chinook.
A medida que avanza la primavera, los cachorros aprenden a atrapar comida. Sky lleva a los cachorros a las marismas para desenterrar almejas escondido bajo el barro. La familia se lo pasa bien hasta que cambia la marea. En el caos, Scout se queda varado en un banco de arena. Incapaz de hacer mucho, Sky solo puede mirar mientras el cachorro intenta liberarse. Finalmente recupera el sentido y nada hacia Sky. La familia se dirige a un terreno más alto, donde, después de otro encuentro con Magnus, Chinook ataca nuevamente. Mientras Sky lucha contra el oso macho, Amber y Scout se esconden en un tronco cercano. Después de que Chinook se aleja, Amber reaparece del registro, pero Scout no se ve por ninguna parte. Sky lo busca todo el día, pero no lo ve por ningún lado. Al final, justo cuando Sky y Amber están a punto de dejar de buscar, Scout vuelve a salir del registro; se había estado escondiendo allí todo el tiempo.
Cuando llega el verano, también corre el salmón anual . Docenas de osos se reúnen a lo largo de los arroyos de salmón en la costa para aprovechar al máximo la carrera antes de que termine. Esto también conduce a un aumento en las peleas de dominio entre Magnus y Chinook. Mientras tanto, Sky busca un lugar diferente para encontrar comida. Un cuervo lleva a Sky y sus dos cachorros al estanque dorado justo a tiempo para salvar a la familia del oso pardo de la inanición. Ella y sus cachorros abandonan el parque nacional y Reserva Katmai y se dirigen al norte hacia el parque nacional y Reserva Lake Clark., donde supuestamente aguarda una piscina llena de salmón. Sin embargo, cuando llegan los osos, descubren que el salmón aún no está allí. Esperan y esperan, y la situación empeora cada hora. Cuando parece que su viaje fue en vano, llegan los salmones. Después de que la familia se llena de las riquezas de la fiesta, regresan a Katmai cuando se acerca el invierno. Cuando llega la primera nevada, todos los osos regresan a las montañas a sus guaridas para dormir durante el duro invierno. Los cachorros han aprendido mucho desde su primer año que les ayudará mucho por el resto de sus vidas.

## Producción
La familia fue filmada en el Parque nacional y reserva Katmai en Alaska.
Fothergill y Scholey anteriormente dirigieron African Cats juntos.

## Estreno
El documental fue estrenado en Estados Unidos el 18 de abril de 2014, cuatro días antes del Día de la Tierra.
Las canciones, "Home" por Phillip Phillips y "Carry On" por Olivia Holt aparecen en el tráiler y en la película.

## DVD
Fue estrenado en Blu-ray y DVD el 12 de agosto de 2014.

## Recepción
En Rotten Tomatoes tiene un 89% basado en 56 críticas, con una puntuación de 7/10. En Metacritic tiene una puntuación de 68 basado en 20 críticas.